# Pedrosas
Pedrosas är en kommun i Spanien.   Den ligger i provinsen Provincia de Zaragoza och regionen Aragonien, i den nordöstra delen av landet, 290 km nordost om huvudstaden Madrid. Antalet invånare är 116.